# Кадряковское сельское поселение (Мензелинский район)
Кадряковское се́льское поселе́ние — муниципальное образование в Мензелинском районе Татарстана Российской Федерации.
Административный центр — село Кадряково.

## История
Статус и границы сельского поселения установлены Законом Республики Татарстан от 31 января 2005 года № 50-ЗРТ «Об установлении границ территорий и статусе муниципального образования "Мензелинский муниципальный район" и муниципальных образований в его составе».

## Население
| 2010 | 2011 | 2012 | 2013 | 2014 | 2015 | 2016 |
| ---- | ---- | ---- | ---- | ---- | ---- | ---- |
| 509  | ↘505 | ↘494 | ↘489 | ↘471 | ↘452 | ↘446 |
| 2016 | 2017 |      |      |      |      |      |
| →446 | ↗456 |      |      |      |      |      |

## Состав сельского поселения
| № | Населённый пункт | Тип населённого пункта       | Население |
| - | ---------------- | ---------------------------- | --------- |
| 1 | Иске-Мунча       | деревня                      |           |
| 2 | Кадряково        | село, административный центр |           |
| 3 | Муртыш-Тамак     | посёлок                      |           |
| 4 | Новый Такерман   | деревня                      |           |
| 5 | Ямаково          | деревня                      |           |